# Йеремия II Китроски
Йеремия (на гръцки: Ιερεμίας, Йеремияс) е православен духовник, епископ на Вселенската патриаршия.

## Биография
Йеремия става духовник и е избран за китроски епископ. През септември 1615 година той подписва синодален акт на патриарх Тимотей II Константинополски за свалянето на митрополит Лука Угровлашки. На 2 септември 1616 година той подписва избора на митлополит Макарий Ганоски и Хорски за митрополит на Унгария. През декември 1616 година той подписва синодален акт на патриарх Тимотей II, с който се възстановява на катедрата и се обявява за невинен митрополит Климент Лемноски. През август 1618 година Йеремия Китроски подписва акта за избиране на йеромонах Генадий за митрополит на Кафа и Фула.
Възможно е анонимният епископ, наследил Йеремия I Китроски на катедрата в 1612 година да е Йеремия II. Според други източници Йеремия Ι има два мандата в епархията, като първият е до 1612 година и след поредица от неизвестни епископи (1612-1615), отново е китроски епископ в 1615-1618 година.